# 1950年の野球
1950年の野球（1950ねんのやきゅう）では、1950年の野球界における動向をまとめる。

## 競技結果

### 日本プロ野球

#### ペナントレース
1950年のペナントレースは、セ・リーグが140試合（20試合×7）、パ・リーグが120試合（20試合×6）で行われた。セ・リーグに関しては、いわゆる消化試合は行われないものもあった。
| 順位 | 球団             | 勝 | 敗 | 分 | 勝率 | 差   |
| 1位  | 松竹ロビンス     | 98 | 35 | 4  | .737 | 優勝 |
| 2位  | 中日ドラゴンズ   | 89 | 44 | 4  | .669 | 9.0  |
| 3位  | 読売ジャイアンツ | 82 | 54 | 4  | .603 | 17.5 |
| 4位  | 大阪タイガース   | 70 | 67 | 3  | .511 | 30.0 |
| 5位  | 大洋ホエールズ   | 69 | 68 | 3  | .504 | 31.0 |
| 6位  | 西日本パイレーツ | 50 | 83 | 3  | .376 | 48.0 |
| 7位  | 国鉄スワローズ   | 42 | 94 | 2  | .309 | 57.5 |
| 8位  | 広島カープ       | 41 | 96 | 1  | .299 | 59.0 |

| 順位 | 球団             | 勝 | 敗 | 分 | 勝率 | 差   |
| 1位  | 毎日オリオンズ   | 81 | 34 | 5  | .704 | 優勝 |
| 2位  | 南海ホークス     | 66 | 49 | 5  | .574 | 15.0 |
| 3位  | 大映スターズ     | 62 | 54 | 4  | .534 | 19.5 |
| 4位  | 阪急ブレーブス   | 54 | 64 | 2  | .458 | 28.5 |
| 5位  | 西鉄クリッパース | 51 | 67 | 2  | .432 | 31.5 |
| 6位  | 東急フライヤーズ | 51 | 69 | 0  | .425 | 32.5 |
| 7位  | 近鉄パールス     | 44 | 72 | 4  | .379 | 37.5 |

#### 日本シリーズ
| 日付                           | 試合   | ビジター球団（先攻） | スコア | ホーム球団（後攻） | 開催球場       | 開始時刻 | 入場者数 |
| ------------------------------ | ------ | -------------------- | ------ | ------------------ | -------------- | -------- | -------- |
| 11月22日（水）                 | 第1戦  | 毎日オリオンズ       | 3 - 2  | 松竹ロビンス       | 明治神宮野球場 | 13時16分 | 23,018人 |
| 11月23日（木）                 | 第2戦  | 松竹ロビンス         | 1 - 5  | 毎日オリオンズ     | 後楽園球場     | 13時1分  | 35,541人 |
| 11月24日（金）                 | 移動日 | 移動日               | 移動日 | 移動日             | 移動日         | 移動日   | 移動日   |
| 11月25日（土）                 | 第3戦  | 毎日オリオンズ       | 6 - 7x | 松竹ロビンス       | 甲子園球場     | 13時30分 | 19,399人 |
| 11月26日（日）                 | 第4戦  | 松竹ロビンス         | 5 - 3  | 毎日オリオンズ     | 阪急西宮球場   | 13時31分 | 35,518人 |
| 11月27日（月）                 | 第5戦  | 毎日オリオンズ       | 3 - 2  | 松竹ロビンス       | 中日球場       | 12時59分 | 12,630人 |
| 11月28日（火）                 | 第6戦  | 松竹ロビンス         | 7 - 8x | 毎日オリオンズ     | 大阪球場       | 13時29分 | 22,035人 |
| 優勝：毎日オリオンズ（初優勝） |        |                      |        |                    |                |          |          |

この年に初めて日本シリーズが開催される。この年のみ「日本ワールドシリーズ」の名称で開催。

#### 個人タイトル
|              | セントラル・リーグ | セントラル・リーグ | セントラル・リーグ | パシフィック・リーグ | パシフィック・リーグ | パシフィック・リーグ |
| タイトル     | 選手               | 球団               | 成績               | 選手                 | 球団                 | 成績                 |
| ------------ | ------------------ | ------------------ | ------------------ | -------------------- | -------------------- | -------------------- |
| 最優秀選手   | 小鶴誠             | 松竹               |                    | 別当薫               | 毎日                 |                      |
| 最優秀新人   | 大島信雄           | 松竹               |                    | 荒巻淳               | 毎日                 |                      |
| 沢村栄治賞   | 真田重男           | 松竹               |                    |                      |                      |                      |
| 首位打者     | 藤村富美男         | 大阪               | .362               | 大下弘               | 東急                 | .339                 |
| 最多本塁打   | 小鶴誠             | 松竹               | 51本               | 別当薫               | 毎日                 | 43本                 |
| 最多打点     | 小鶴誠             | 松竹               | 161打点            | 別当薫               | 毎日                 | 105打点              |
| 最多盗塁     | 金山次郎           | 松竹               | 74盗塁             | 木塚忠助             | 南海                 | 78盗塁               |
| 最多安打     | 藤村富美男         | 大阪               | 191安打            | 別当薫               | 毎日                 | 160安打              |
| 最高出塁率   | 藤村富美男         | 大阪               | .465               | 大下弘               | 東急                 | .423                 |
| 最優秀防御率 | 大島信雄           | 松竹               | 2.03               | 荒巻淳               | 毎日                 | 2.06                 |
| 最多勝利     | 真田重男           | 松竹               | 39勝               | 荒巻淳               | 毎日                 | 26勝                 |
| 最多奪三振   | 杉下茂             | 中日               | 209奪三振          | 米川泰夫             | 東急                 | 207奪三振            |
| 最高勝率     | 大島信雄           | 松竹               | .833               | 野村武史             | 毎日                 | .818                 |

#### ベストナイン
|          | セントラル・リーグ | セントラル・リーグ | パシフィック・リーグ | パシフィック・リーグ |
| 守備位置 | 選手               | 球団               | 選手                 | 球団                 |
| -------- | ------------------ | ------------------ | -------------------- | -------------------- |
| 投手     | 真田重男           | 松竹               | 荒巻淳               | 毎日                 |
| 捕手     | 荒川昇治           | 松竹               | 土井垣武             | 毎日                 |
| 一塁手   | 西沢道夫           | 中日               | 飯田徳治             | 南海                 |
| 二塁手   | 千葉茂             | 巨人               | 本堂保次             | 毎日                 |
| 三塁手   | 藤村富美男         | 大阪               | 中谷順次             | 阪急                 |
| 遊撃手   | 白石勝巳           | 広島               | 木塚忠助             | 南海                 |
| 外野手   | 小鶴誠             | 松竹               | 別当薫               | 毎日                 |
| 外野手   | 青田昇             | 巨人               | 大下弘               | 東急                 |
| 外野手   | 岩本義行           | 松竹               | 飯島滋弥             | 大映                 |

### 高校野球
- 第22回選抜高等学校野球大会優勝：韮山（静岡県）
- 第32回全国高等学校野球選手権大会優勝：松山東（愛媛県）

### 大学野球
- 東京六大学野球連盟優勝 春：早稲田大、秋：早稲田大
- 東都大学野球連盟優勝 春：専修大、秋：日本大
- 関西六大学野球連盟優勝 春：関西大、秋：同志社大

### 社会人野球
- 第21回都市対抗野球大会優勝：全鐘紡

### メジャーリーグ
- ワールドシリーズ
ニューヨーク・ヤンキース（ア・リーグ） （4戦全勝） フィラデルフィア・フィリーズ（ナ・リーグ）

## できごと
- NPBはこの年から、セントラル・リーグ、パシフィック・リーグの2リーグ制となる。
- セ・リーグの西日本パイレーツは翌シーズンを前に西鉄クリッパースと球団合併、球団としての活動はこの年だけとなった。

### 1月
- 1月12日 - 国鉄が球団結成、セ・リーグへ加入[2]。
- 1月26日 - 広島カープに、同球団の練習生の長谷川良平が正式入団[3]。

### 2月
- 2月26日 - 広島の球団初のオープン戦、対松竹ロビンス戦が広島総合球場で行われ、2対1で松竹が勝利している[3]。

### 3月
- 3月10日 - セ・リーグが下関市営球場、平和台球場で開幕。この年からの新球団同士の初公式戦対決となった広島カープと西日本パイレーツの試合は6対5で西日本が勝利している[4]。同じく国鉄対 大洋ホエールズ戦は国鉄が2対0で勝利している[5]。
- 3月11日 - パ・リーグが開幕[6]。毎日オリオンズ対西鉄クリッパース戦（西宮）で、毎日の戸倉勝城が木下勇からパ・リーグ史上初の「プロ入り初打席で初本塁打」を放ち、同時にパ・リーグ史上第1号本塁打となった[7]。毎日の榎原好がパ・リーグ史上初の「新人初登板初勝利投手」となった[8]。
- 3月11日 - 国鉄は対広島戦（松山）に3対2で勝利し、球団史上シーズン公式戦初勝利[9]
- 3月12日 - 近鉄パールスの初の公式戦の対毎日戦（藤井寺球場）が行われ、2対6で近鉄が敗れている[5]。
- 3月14日 - 広島は対国鉄戦で16対1で球団史上シーズン公式戦初勝利[10]。
- 3月14日 - 松竹の真田重蔵が対大洋戦でNPB史上9人目の通算100勝を達成[11]。
- 3月16日 - 阪神タイガースの田宮謙次郎が対国鉄戦で9回2死まで完全試合も、 中村栄に左前安打で記録を逃す。9回2死まで無安打無得点で逃したのはNPB史上4人目、完全試合では初[12]。
- 3月16日 - 西鉄対東急フライヤーズ戦（大須）は21対14で西鉄が勝利し、1試合両チーム計35得点のNPB新記録[13]。大須球場ではこの後毎日対阪急戦が行われたが、こちらも乱打戦の末に13対9で阪急が勝利。1日に合計57得点（35+22）の記録を出す。
- 3月16日 - 毎日対阪急戦（大須）でプロ入り初登板の祖父江東一郎が最初の打者に内尾勇に本塁打を打たれる。初登板試合の初打者に本塁打はパ・リーグ史上初[14]。
- 3月16日 - 広島の白石勝巳が対中日戦で杉下茂から球団史上初の本塁打を記録[3]。
- 3月18日 - 松竹の井筒研一が対国鉄戦でNPB史上32人目の通算1000投球回を達成[11]。
- 3月25日 - この年から日本シリーズ[15]を開催することが決定される。
- 3月28日 - 国鉄対松竹戦（長野城山）でプロ入り初登板の仲川翠が最初の打者の平野謙二に本塁打。初登板初打者本塁打はセ・リーグ史上初[14]。
- 3月29日 - 読売ジャイアンツ対広島（静岡）で広島は7回1死、打順は7番黒川浩の場面で、9番山崎明男が打席に間違って入り、四球を選ぶが巨人のアピールでアウトとなる。黒川に打数1がつき、山崎はこの2打席後、正規の打席に立ち安打を記録している[16]。
- 3月29日 - 中日の近藤貞雄が対西日本戦でNPB史上33人目の通算1000投球回を達成[11]。
- 3月30日 - 阪神の後藤次男が対大洋戦（松山）で5安打3本塁打2二塁打のセ・リーグ新記録の1試合16塁打[17]。
- 3月31日 - 近鉄の五井孝蔵が対毎日戦（後楽園）で9回5安打5四球2奪三振の内容で、球団史上初、2リーグ制以降初、パ・リーグ史上初、NPB史上10人目のプロ初登板初完封を記録[18]。

### 4月
- 4月10日 - 阪急ブレーブスが球団新記録の11連敗[19]。
- 4月10日 - 毎日の奥田元がNPB史上6人目、パ・リーグ史上初の1イニング3盗塁[21]。
- 4月11日 - 広島の坂田清春がNPB史上2人目、2リーグ制以降では初のランニング満塁本塁打を記録[22]。
- 4月11日 - 中日対国鉄戦（仙台）で1回に原田督三、西沢道夫、野口明、国枝利通による1イニング4本塁打のNPB新記録。打たれた国鉄の成田啓二は1イニング4被本塁打の同新記録[23]。
- 4月12日 - 広島の内藤幸三が対巨人戦でNPB史上5人目の通算2000投球回を達成[11]。
- 4月13日 - 西日本は対松竹戦（富山）で24対8で勝利し、セ・リーグ初の1試合20点以上試合となり、この年限りで消滅した西日本の球団史上最多得点試合となった[24]。
- 4月15日 - 中日の清水秀雄が対松竹戦でNPB史上13人目の通算1500投球回を達成[11]。
- 4月23日 - 毎日は対南海戦でNPBタイ記録（5度目）の被12安打での完封勝利。パ・リーグでは初記録[25]。
- 4月23日 - 国鉄は対大洋戦（後楽園）の6回に打者17人、8安打5四球の12得点の1イニング最多セ・リーグ新記録[26]。試合は16対5で国鉄が勝利[27]。
- 4月29日 - 巨人の川上哲治が対中日戦でNPB史上初の通算100本塁打を記録[11]。
- 4月30日 - 西鉄の川崎徳次が対阪急戦でNPB史上14人目の通算1500投球回を達成[11]。

### 5月
- 5月1日 - 毎日の呉昌征が対大映戦でNPB史上2人目の通算1000試合出場を達成[11]。
- 5月5日 - 県営宮城球場が開場、毎日対大映、毎日対南海戦が組まれたが、多数のファンが殺到したため死者3名、負傷者26名を出す[6]。
- 5月6日 - 広島の白石勝巳が対巨人戦でNPB史上3人目の通算1000試合出場を達成[11]。
- 5月11日 - 南海が初めてパ・リーグ首位に立つが、翌試合で敗れて2位転落。毎日が首位に返り咲く。この年毎日が首位でなかったのはこの日だけとなった[28]。
- 5月11日 - 松竹の江田貢一が対国鉄戦でNPB史上34人目の通算1000投球回を達成[11]。
- 5月25日 - 大阪タイガースの藤村富美男が対広島戦（阪神甲子園球場）でサイクル安打達成。NPB史上3度目でセ・リーグでは初。藤村は2度目で複数回達成は史上初[29]。
- 5月25日 - 毎日の呉昌征が対西鉄戦でNPB史上初の通算300盗塁を達成[11]。
- 5月28日 - 広島の白石勝巳が対阪神戦（甲子園）で、セ・リーグ初の1イニング2本塁打を記録[4]。
- 5月31日 - 毎日は対東急戦で球団初の20点以上得点となる23対11で勝利し、1試合得点のパ・リーグ新記録[23]。
- 5月31日 - 阪急は対大映戦（藤井寺）で2回植田武彦の三塁打のみの1安打で2対1で勝利。1安打勝利はNPB史上8度目、パ・リーグ史上初[30]。

### 6月
- 6月2日 - 【MLB】デトロイト・タイガースのジョージ・ケルがサイクル安打を達成。
- 6月7日 - 広島は対大洋戦で球団史上初の20点以上得点となら22対2で勝利[23]。
- 6月5日 - 南海の木塚忠助が対西鉄戦でNPB史上7人目の1イニング3盗塁を記録[21]。
- 6月21日 - 毎日の呉昌征が5月15日の対西鉄戦からこの日の阪急戦までNPB新記録の16試合連続得点[31]。
- 6月25日 - 【MLB】ピッツバーグ・パイレーツのラルフ・カイナーがサイクル安打を達成。
- 6月28日 - 【MLB】シカゴ・カブスのロイ・スモーリーがサイクル安打を達成。
- 6月27日 - 大洋ホエールズの門前眞佐人が対中日ドラゴンズ戦（後楽園球場）でサイクル安打達成。
- 6月28日 - 巨人の藤本英雄が対西日本戦（青森市営球場）で、NPB史上初の完全試合を達成、無安打無得点試合としては自身2度目となる通算22度目、2リーグ制以降では初。スコアは4対0[32]。
- 6月30日 - 日本生命球場が開場。

### 7月
- 7月5日 - 後楽園球場のナイター設備が完成し、初試合の東急対南海戦と、毎日対大映戦が行われ、第2試合からがナイターとなりパ・リーグ初のナイター試合となった。試合は9対3で東急、4対3で毎日が勝利している、パ・リーグナイター試合第1号本塁打は毎日の戸倉勝城[33][6]。
- 7月6日 - 大映対南海戦（後楽園）で、初回表に南海の黒田一博、同裏に大映が伊賀上良平がそれぞれ先頭打者本塁打。両チーム初回先頭打者本塁打はNPB史上初[34]。
- 7月11日 - セ・リーグ初のナイター試合となる西日本対広島戦と巨人対松竹戦が後楽園で行われる[35]。
- 7月18日 - 広島の白石勝巳が対中日戦でNPB史上3人目の通算1000安打を達成[11]。
- 7月20日 - 阪急の阿部八郎が対近鉄戦（日生）で9回2死まで無安打無得点（1四球）も伊藤利夫に安打を打たれ、パ・リーグ史上初の「9回2死でノーヒットノーランを逃した」[14]。

### 8月
- 8月2日 - 【MLB】フィラデルフィア・アスレチックスのエルマー・ヴァロがサイクル安打を達成。
- 8月4日 - 阪急の天保義夫が対大映戦でNPB史上10人目の通算100勝を達成[11]。
- 8月9日 - 松竹の真田重蔵が対中日戦でNPB史上6人目の通算2000投球回を達成[11]。
- 8月7日 - 毎日の北川桂太郎と西鉄の今久留主淳、小田野柏による1対2の交換トレードが成立[36]。
- 8月10日 - 金田正一が享栄商業高校を中退し国鉄に入団。
- 8月10日 - 広島の内藤幸三が対松竹戦でNPB史上4人目の通算1000奪三振を達成[11]。
- 8月11日 -【MLB】ボストン・ブレーブスのバーン・ビックフォードが対ブルックリン・ドジャース戦でノーヒットノーラン達成。スコアは7対0。
- 8月14日 - 南海対大映戦において、南海が4対2でリードした9回無死二、三塁の場面で板倉正男が打球を安打と判定したことで同点となり、判定をめぐって南海側が30分以上に渡って抗議しベンチに引き上げたため、放棄試合が宣告され大映が勝利[37]。
- 8月18日 - 西鉄の川崎徳次が対東急戦でNPB史上11人目の通算100勝を達成[11]。
- 8月21日 - 全国高等学校野球選手権大会の決勝戦が阪神甲子園球場において行われ、愛媛県の松山東が徳島県の鳴門に12対8で勝利して優勝。
- 8月22日 - 西鉄の木下勇が対阪急戦でNPB史上35人目の通算1000投球回を達成[11]。
- 8月26日 -  西鉄の川崎徳次が対大映戦で1対1の同点で迎えた9回2死三塁で、本盗を決めてサヨナラ勝利。NPB史上6人目で2リーグ制以降では初[38]。
- 8月27日 - 東急の大下弘が対毎日戦でNPB史上2人目の通算100本塁打を達成[11]。

### 9月
- 9月4日 - 東急の白木義一郎が対西鉄戦でNPB史上15人目の通算1500投球回を達成[11]。
- 9月6日 - 巨人の多田文久三が対国鉄戦でNPB史上36人目の通算1000投球回を達成[11]。
- 9月7日 - 【MLB】デトロイト・タイガースのフート・エバーズがサイクル安打を達成。
- 9月10日 - 松竹の小鶴誠が対広島戦でNPB史上3人目の通算100本塁打を達成[11]。
- 9月12日 - 大阪球場が開場[39]。
- 9月17日 - 大阪球場の公式戦初試合となる近鉄対阪急戦、南海対東急戦の2試合が行われる。前日同球場で予定されていた南海対阪急戦と東急対近鉄戦が雨天中止となったため、この日が初となった[40]。
- 9月20日 - 南海の中谷信夫が対大映戦でNPB史上37人目の通算1000投球回を達成[11]。
- 9月21日 - 阪神の藤村富美男が対広島戦でNPB史上4人目の通算100本塁打を達成[11]。
- 9月28日 - 大洋は対阪神戦（日生）でNPB初の4者連続本塁打、1イニング4本塁打は同タイ記録[23]。
- 9月30日 - 阪神の藤村富美男が対国鉄戦でNPB史上4人目の通算1000安打を達成[11]。

### 10月
- 10月6日 - 国鉄の金田正一は対西日本戦（後楽園）の7回裏、緒方俊明からプロ入り初本塁打を放つ。17歳2カ月での本塁打はプロ野球最年少記録[41]。
- 10月8日 - 中日は対阪神戦で球団史上初の20点以上得点試合となる22対9で勝利[23]。
- 10月7日 - 【MLB】ワールドシリーズ第4戦がヤンキー・スタジアムにおいて行われ、アメリカンリーグのニューヨーク・ヤンキースがナショナルリーグのフィラデルフィア・フィリーズに8対7で勝利し。4勝0敗で2年連続13度目の優勝。
- 10月8日 - 巨人の藤本英雄が対中日戦で投手としてはNPB新記録のシーズン7本塁打。なお試合は先発予定の別所毅彦が試合前練習中に肋骨痛で、藤本が急きょ登板となり、3失点で敗戦投手[42]。
- 10月17日 - 大洋は対中日戦でセ・リーグ新記録の1試合28得点を挙げ、28対5で勝利[23]
- 10月19日 - 巨人の川上哲治が対国鉄戦でNPB史上4人目の通算試合出場[11]
- 10月21日 - 中日の西沢道夫が対国鉄戦（中日）で金田正一からNPB史上5人目、球団初の通算100本塁打を達成[43][11]。
- 10月25日 - 毎日が対東急戦（後楽園）に勝利し、パ・リーグ初のリーグ優勝達成[44]。
- 10月25日 - 巨人の藤本英雄が対大洋戦でNPB史上4人目の通算150勝を達成[11]。
- 10月28日 - 中日の坪内道典が対西鉄戦でNPB史上2人目の通算300盗塁を達成[11]。
- 10月29日 - 毎日の若林忠志が対東急戦でNPB史上初の通算投球回を達成[11]。

### 11月
- 11月1日 - フランク・オドール、ジョー・ディマジオが技術指導で日本訪問。
- 11月3日 - 巨人の青田昇が対松竹戦でNPB史上6人目の通算100本塁打を達成[11]。
- 11月3日 - 阪神の梶岡忠義が対広島戦でNPB史上38人目の通算1000投球回を達成[11]。
- 11月5日 - 巨人の千葉茂が対中日戦でNPB史上5人目の通算1000安打を達成[11]。
- 11月5日 - 阪急対毎日戦は浜崎真二（48歳4カ月）と湯浅貞夫（48歳1カ月）の史上最年長先発対決となり、両球団のそれぞれ最年長登板記録[45]。
- 11月10日 - 松竹が対西日本戦（後楽園）に勝利し、セ・リーグ初のリーグ優勝達成[44]。
- 11月7日 - 松竹の小鶴誠が対大洋戦（日生）において、3回に今西錬太郎からNPB初のシーズン50本目の本塁打を記録。小鶴はこの年51本塁打を記録している[46]。
- 11月7日-9日 - 中日は対広島戦でNPB初の3試合連続満塁本塁打[47]。
- 11月12日 - 大阪球場においてNPBの二軍による「日本マイナーチームトーナメント」が開催され、11月24日に決勝戦が行われ、南海が阪神に3対1で勝利し、優勝[48]。
- 11月13日 - 近鉄の黒尾重明が対毎日戦でNPB史上16人目の通算1500投球回を達成[11]。
- 11月14日 - 広島は対大洋ダブルヘッダーに連敗し、球団新記録の13連敗[3]。
- 11月20日 - 近鉄の坂本植留が対西鉄戦（大阪）の12回に川崎徳次から2リーグ制以降、パ・リーグ史上初の満塁サヨナラ本塁打[49]。
- 11月20日 - セ・リーグのシーズン公式戦全日程が終了[50]。
- 11月22日 - パ・リーグのシーズン公式戦全日程が終了[50]。
- 11月22日 - 第1回プロ野球日本ワールドシリーズ（日本シリーズ）、毎日オリオンズ対松竹ロビンスが開幕。松竹の先発の大島信雄は新人で初試合でシリーズ初登板も12回を投げて3失点で敗戦投手[51]。
- 11月28日 - 日本シリーズの第6戦が大阪球場で行われ、毎日が松竹に8対7でサヨナラ勝利し、4勝2敗で初代優勝チームに決定[52]。
- 11月30日 - パ・リーグ会長に福島慎太郎が就任。

## 誕生

### 1月
- 1月4日 - 横山忠夫
- 1月9日 - 村井英司

### 2月
- 2月1日 - 藤村雅美（+ 2007年）

### 3月
- 3月9日 - ダグ・オルト（+ 2004年）
- 3月27日 - ビクター・ハリス

### 4月
- 4月6日 - 加藤安雄
- 4月21日 - 矢野俊一
- 4月23日 - 杉山茂

### 5月
- 5月2日 - 永尾泰憲
- 5月13日 - 長崎慶一
- 5月13日 - ボビー・バレンタイン
- 5月15日 - 山口高志
- 5月17日 - 土肥健二
- 5月18日 - 東尾修

### 6月
- 6月2日 - 島野修（+ 2010年）
- 6月6日 - 渡部司
- 6月15日 - 村上義則
- 6月26日 - 松井優典

### 7月
- 7月2日 - 鍵谷康司
- 7月4日 - 竹田和史
- 7月4日 - 清水透
- 7月17日 - 新井良夫
- 7月25日 - 山田敏彦
- 7月26日 - 宮本好宣
- 7月27日 - 有沢賢持

### 8月
- 8月11日 - 奥江英幸
- 8月29日 - ダグ・デシンセイ
- 8月29日 - 高橋明

### 9月
- 9月8日 - 長谷川勉
- 9月12日 - 中原勇
- 9月13日 - 小山田健一（+ 2001年）
- 9月14日 - 森山正義
- 9月15日 - デーブ・ヒルトン（+ 2017年）
- 9月29日 - ケン・モッカ
- 9月29日 - 西田隆広

### 10月
- 10月3日 - 小林国男
- 10月9日 - ブライアン・ダウニング
- 10月16日 - 大島康徳（+ 2021年）
- 10月19日 - 益川満育

### 11月
- 11月15日 - 乗替寿好
- 11月21日 - 井本隆（+ 2015年）
- 11月29日 - マイク・イースラー

### 12月
- 12月12日 - 大室勝美
- 12月13日 - 石山一秀
- 12月18日 - 佐藤政夫
- 12月22日 - 楠城徹
- 12月27日 - 福士敬章（+ 2005年）

## 死去
- 2月11日 - カイカイ・カイラー（* 1898年）
- 11月4日 - ピート・アレクサンダー（* 1887年）